# Virtuelles Kraftwerk

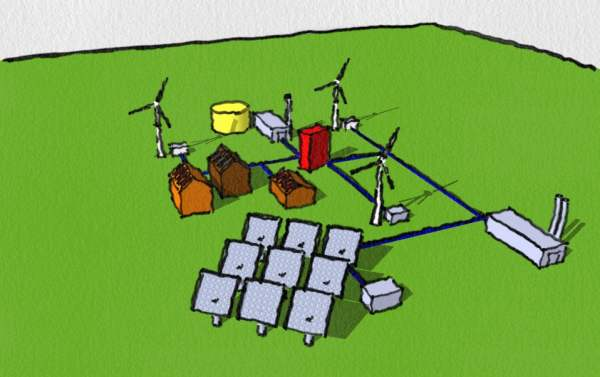
Ein virtuelles Kraftwerk aus vielen Einzelanlagen

Ein virtuelles Kraftwerk ist eine Zusammenschaltung von dezentralen Stromerzeugungseinheiten, wie zum Beispiel Photovoltaikanlagen, Wasserkraftwerken, Biogas-, Windenergieanlagen, Blockheizkraftwerken sowie Batterie-Speicherkraftwerk zu einem Verbund. Dieser Verbund stellt elektrische Leistung verlässlich bereit und kann damit dargebotsunabhängige Leistung aus Großkraftwerken ersetzen.
Der Begriff Virtuelles Kraftwerk bezieht sich auf den Zusammenschluss mehrerer Standorte – aber nicht darauf, dass durch sie kein Strom erzeugt würde.  Andere gebräuchliche Begriffe sind Kombikraftwerk, Schwarmkraftwerk und DEA-Cluster (= Cluster aus Dezentralen ErzeugungsAnlagen). Ein wichtiger Aspekt von virtuellen Kraftwerken ist die Vermarktung des Stroms sowie die Bereitstellung von Systemdienstleistung aus einem Verbund kleiner dezentraler Anlagen.
Virtuelle Kraftwerke sind mit Kosten für Kommunikation und den Aufwand der zentralen Steuerung verbunden. Unter dem Schlagwort virtuelles Kraftwerk werden sowohl Visionen einer künftigen Stromversorgung wie auch bereits bestehende Geschäftsmodelle verbunden.

## Motivation
Das erzielte Ergebnis eines Großkraftwerks hängt von dem erzeugten Stromprofil (wie viel MW in welcher Stunde) und von den zum Erzeugungszeitpunkt geltenden Preisen ab. Es lässt sich deutlich optimieren, wenn der Fahrplan des Kraftwerks in Abhängigkeit geltender Preise optimiert werden kann (siehe Kraftwerkseinsatzoptimierung). Diese wirtschaftliche Optimierung führt dazu, dass Kraftwerke dann fahren, wenn die Preise hoch sind, d. h. wenn sie benötigt werden und trägt damit zur Netzstabilität bei.
Diese wirtschaftliche, bedarfsorientierte und netztechnische Optimierung steht jedoch kleinen Erzeugungseinheiten zunächst nicht offen, da hierfür ein Marktzugang und eventuell auch teure Optimierungssoftware erforderlich ist. Weiterhin erreichen die erzeugten Mengen kleiner Erzeugungseinheiten keine handelbare Größenordnung. Somit werden kleine Erzeugungseinheiten meist von ihrem Stromversorger auf Basis eines Standardlastprofils vergütet. Hierbei bleibt die Flexibilität des Minikraftwerks, seinen Fahrplan in Abhängigkeit von Preis und Bedarf zu ändern, ungenutzt und unvergütet.
Ein weiterer zusätzlicher Ergebnisbeitrag besteht für ein Großkraftwerk in der Teilnahme am Regelmarkt. Hier kann positive oder negative Erzeugungsleistung auf Abruf des Netzbetreibers gegen Entgelt zur Verfügung gestellt werden. Auch dieser Markt steht kleinen Erzeugungseinheiten aus denselben Gründen nicht offen.
Um kleineren Erzeugungseinheiten und auch größeren Verbrauchern trotzdem die Teilnahme an diesen Märkten zu ermöglichen, können diese mit geeigneter Kommunikationstechnik zu einem virtuellen (Groß-)kraftwerk zusammengefasst werden. Gemeinsam erreicht dieser Erzeuger- und Verbraucherverbund handelbare Erzeugungsmengen und am Regelmarkt vermarktbare Flexibilitäten. Die Organisation des Verbundes, die Optimierung der Fahrweisen aller beteiligten Einheiten, die Steuerung der Anlagen, Vermarktung der erzeugten Mengen und die vertragsmäßige Verteilung daraus resultierender Erlöse übernimmt im Allgemeinen gegen Entgelt ein darauf spezialisierter Anbieter. Dieser stellt auch den Marktzugang. Entsprechende Anbieter und Geschäftsmodelle im deutschen Markt werden im Kapitel "Konkrete Geschäftsmodelle und Projekte" beschrieben.

Für Verbraucher kann ein Zusammenschluss zu einem Lastverbund sinnvoll sein, um die Kosten aus dem vom Netzbetreiber erhobenen Leistungspreis für die Leistungsspitze zu mindern. Da nicht jeder Verbraucher seine Lastspitze zum gleichen Zeitpunkt hat, ist die Lastspitze des Verbundes geringer als die Summe aller Lastspitzen, was zu einer Ersparnis führt. 

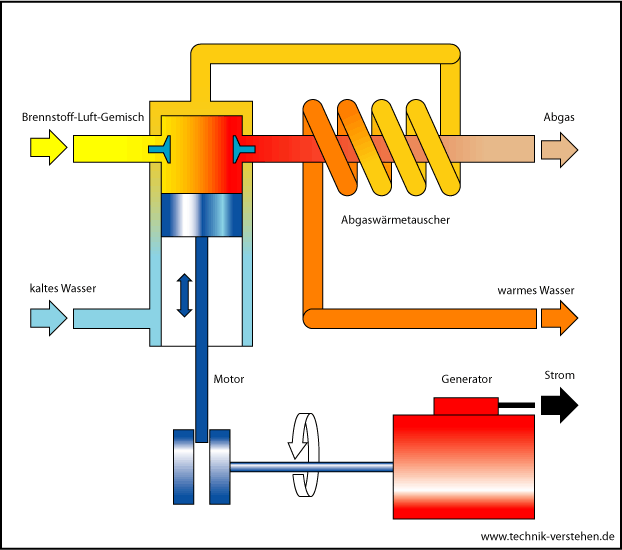
Funktionsschema einer BHKW-Anlage

Mikro-Kraft-Wärme-Kopplung (MKWK) zur Energieversorgung von Gebäuden kann z. B. in ein virtuelles Kraftwerk eingebracht werden, um den Einsatz der Anlagen an aktuellen Strompreisen zu optimieren und zusätzlich Regelenergie anzubieten. Die heute verfügbaren KWK-Anlagen zur Gebäudeenergieversorgung im Verbund erfüllen bereits die technischen Anforderungen für die Bereitstellung von Regelleistung, die von den Regelzonenverantwortlichen gestellt werden.
So kann ein  Mini-Blockheizkraftwerk Strom vorwiegend zu hochpreisigen Zeiten produzieren und die zeitweilig überschüssige Wärme in einem Wärmespeicher puffern. Der Besitzer einer dezentralen Anlage muss aber zu diesem Zweck Eingriffe in die Steuerung seiner Anlage durch den Betreiber des virtuellen Kraftwerks gestatten, was gerade von privaten Haushalten ungern akzeptiert wird.

## Technische Grundlagen
Weil es bisher noch nicht ausreichend wirtschaftlich zu betreibende Energieanlagen im Kleinformat gibt und weil zwischen den Stromeinspeiseknoten und der Leitstelle auch kommuniziert werden muss, stieß das Einrichten von virtuellen Kraftwerken durch deren Verbindung zunächst auf große Hürden. Deshalb wurde in den folgenden Teilgebieten geforscht und entwickelt:
- Kommunikationsschicht (betriebskostenminimierende WAN-Techniken wie Powerline und (Funk-)Rundsteuerung usw.)
- Nachrichtenstandardisierung
  - Leistungsanforderungen: Energiemenge, vermutliche Dauer, spätestmögliche Lieferung;
  - Leistungsnachforderung: Energiemenge, vermutliche Dauer, höchstmögliche Ausfallzeit;
  - Leistungsangebot: Energiemenge, vermutliche Dauer, geschätzte Kosten usw.
- Kommunikationsprotokoll (vorzugsweise ein asynchrones, asymmetrisches, ereignisgesteuertes Protokoll).

## Standardisierung
Von der Europäischen Union geförderte Projekte wie beispielsweise DISPOWER, FENIX und MICROGRIDS entwickeln Standards für eine einheitliche Informations- und Kommunikationstechnologie in diesem Bereich. Mit diesen Standards wird sowohl die internetbasierte Steuerung eines virtuellen Kraftwerkes möglich, als auch der automatisierte Handel mit Strom. Es zeichnet sich ab, dass die Erweiterung des Kommunikationsprotokolls IEC 61850-7-420 leittechnischer Standard für dezentrale Energieanlagen werden wird.
Seit der Neufassung des Erneuerbare-Energien-Gesetzes 2014 müssen alle Anlagen in der Direktvermarktung die Möglichkeit der Fernsteuerung bieten.

## Konkrete Geschäftsmodelle und Projekte

### EEG-Direktvermarktung
Ein bestehendes Geschäftsmodell in diesem Sinne sind die Dienstleister für die Direktvermarktung von EEG-Anlagen d. h. von Wind-, Solar-, Geothermie-, Biomasse- und anderen Kraftwerken, die Anspruch auf eine Vergütung nach dem Erneuerbare-Energien-Gesetz (EEG) haben.

#### Hintergrund
Die Regelungen des EEG sehen vor, dass solche Anlagen am Spotmarkt vermarktet werden. Die Anlagenbetreiber haben zusätzlich zu den Erlösen am Spotmarkt Anspruch auf einen Zuschlag, der die Differenz zwischen dem Spotmarkterlös einer durchschnittlichen Anlage der betreffenden Kategorie und einem festgelegten Garantiepreis für diese Anlagenkategorie ausgleicht (Marktprämie, § 20 EEG). Somit werden EEG-Anlagenbetreiber zur Teilnahme am Stromhandel verpflichtet, obwohl ihre Einspeisung sehr wenig prognostizierbar ist und der Einspeisefahrplan auch bei vielen betroffenen Anlagen keine handelbaren Produktgrößen erreicht. Mit der Teilnahme am Stromhandel sind die Anlagen ebenfalls den Regelungen des Bilanzkreismanagements unterworfen, die vorsehen, dass auf dem Strommarkt verbindliche Mengen gehandelt werden und ungeplante Abweichungen mit Ausgleichsenergie verrechnet werden. Für den typischen Betreiber von EEG-Anlagen ist die Teilnahme am Stromhandel somit mit unerwünschten Risiken verbunden.

#### Geschäftsmodell
Das Geschäftsmodell der Direktvermarkter besteht darin, fremde EEG-Anlagen für eine Teilnahme am Stromhandel im eigenen Bilanzkreis zusammenzuführen. Die Erzeugung des zusammengeführten Portfolios von EEG-Anlagen wird dann als ein virtuelles Kraftwerk prognostiziert und am Strommarkt vermarktet. Unplanbare Abweichungen einzelner Einspeiser gleichen sich hierbei zum Teil aus. Weiterhin ist es für ein großes Portfolio wirtschaftlich, in professionelle Prognosen zu investieren. Kurzfristige Lastprognoseanpassungen aus Änderungen der Wind- oder Solarprognosen ergeben auch für ein großes Portfolio eher handelbare Größenordnungen am Intradaymarkt. Der Vermarkter schaltet über entsprechende technische Infrastrukturen Anlagen ab, wenn der Spotpreis an der EEX negativ ist. Den EEG-Betreibern wird im Rahmen des Geschäftsmodells ein Fixpreis in Euro / MWh geboten. Die Vermarkter übernehmen alle mit der Vermarktung verbundenen Risiken aus der Zufälligkeit des Einspeiseprofils, den kurzfristigen Märkten und dem Ausgleichsenergiemarkt.

#### Anbieter
Anbieter des beschriebenen Geschäftsmodells sind beispielsweise Statkraft, Clean Energy Sourcing, Energy2Market, Next Kraftwerke, E.ON, Enpal, in.power, gridX und Ostrom.

### Regelenergiepools
Ein weiteres Geschäftsmodell ist der Zusammenschluss kleinerer Anlagen zur Bereitstellung von Regelleistung. Gemäß einem Beschluss der Bundesnetzagentur wurden die Übertragungsnetzbetreiber verpflichtet, auch Regelenergiepools als Anbieter an der Regelleistungsauktion zuzulassen. Dieses Geschäftsmodell ist für ein breites Spektrum an Erzeugungsanlagen attraktiv, da auch die typischen KWK-Anlagen der Stadtwerke die Voraussetzungen für eine Teilnahme am Regelleistungsmarkt für sich alleine nicht erfüllen. Weiterhin können im Rahmen solcher Pools auch Flexibilitäten der Lastabnahme für die Regelmärkte erschlossen werden. Im Rahmen des Poolmodells können verfügbare kurzfristige Flexibilitäten vieler Kraftwerke und Industrieabnehmer in einem "virtuellen Kraftwerk" gebündelt werden. Der Poolanbieter empfängt den elektronischen Aufruf des Netzbetreibers für die Bereitstellung eines definierten An- oder Abfahrprofils und setzt dieses in seinem virtuellen Kraftwerk technisch um. Die ökonomische Seite wird über Ergebnisteilungsverträge mit den Poolteilnehmern geregelt.
Anbieter von Regelenergiepools sind beispielsweise MVV, Clean Energy Sourcing, Entelios, Energy2market, Next Kraftwerke, Trianel und Ompex in der Schweiz.

### Forschungsprojekte
Das Fraunhofer-Institut für Windenergie und Energiesystemtechnik (IWES) untersuchte zusammen mit neun Partnern aus Wirtschaft und Wissenschaft in dem dreijährigen Projekt „Kombikraftwerk 2“, wie man Stromversorgung sicher und zuverlässig allein mit erneuerbaren Energien erreichen kann. In Modellen und Feldversuchen verknüpfte man dabei Wind- und Biogaskraftwerke sowie Solarstromanlagen und steuerte sie zentral als virtuelles Kraftwerk. Die Forscher erhofften sich davon Erkenntnisse, wie sich der steigende Anteil von Wind- und Sonnenenergie in die Stromversorgung integrieren lässt. Darüber hinaus sollte untersucht werden, welchen Beitrag erneuerbare Energien zur Versorgungsqualität leisten können. Als Ergebnis wurde im August 2014 festgestellt, dass Netzstabilität in einer vollständig erneuerbaren Stromversorgung sichergestellt werden kann. Ein Feldtest, bei dem mehrere Windparks, Biogas- und Photovoltaikanlagen mit einer Gesamtleistung von über 80 MW zusammengeschlossen wurden, demonstrierte, wie ein Verbund aus Erneuerbare-Energien-Anlagen Regelleistung und so genannte Systemdienstleistungen bereitstellen und zur Stabilität der Stromversorgung beitragen kann.
Studien der TU Berlin und der BTU Cottbus zeigten, dass eine intelligente Vernetzung dezentraler regenerativer Kraftwerke einen erheblichen Beitrag dazu leisten kann, große Mengen wechselhaft anfallenden Stroms optimal in das Versorgungsnetz einzuspeisen. Die Studien wiesen außerdem nach, dass sich mit Hilfe geeigneter Steuerung Strombedarf und -produktion einer Großstadt wie Berlin gut aufeinander abstimmen lassen. Dadurch kann sowohl die höhere Netzebene entlastet als auch der Bedarf an konventionellen Reservekapazitäten deutlich verringert werden.
„Ein vollständiger Umstieg auf regenerative Energien ist aus Gründen des Klimaschutzes und angesichts endlicher fossiler Ressourcen unumgänglich. Die Frage ist, was das für die heutige Struktur der Stromversorgung bedeutet, für Übertragungsnetze und Energiespeicher“, sagte Dr. Kurt Rohrig, Fraunhofer-Institut für Windenergie und Energiesystemtechnik (IWES) am Standort Kassel. „Unser Praxistest wird zeigen, dass eine Vollversorgung mit Erneuerbaren Energien realistisch ist und dass auch bei Flaute nicht die Lichter ausgehen“.

### Allgemein
- Das regenerative Kombikraftwerk
- Hintergrundinformationen bei der Agentur für Erneuerbare Energien
- Virtuelle Kraftwerke: Theorie oder Realität? (PDF-Datei; 445 kB)

### Pilotprojekte (F&E)
In Pilotprojekten werden die Wirtschaftlichkeit und die Möglichkeit geprüft, flexibel auf Lastschwankungen zu reagieren:
1. Virtual Fuel Cell Power Plant (Vaillant) (PDF; 2,2 MB)
2. Energiepark KonWerl (PDF; 210 kB) im Projekt KonWerl 2010
3. Das RegenerativKraftwerk Bremen
4. Die Regenerative Modellregion Harz - RegModHarz